# Pünktchenamarant
Der Pünktchenamarant (Lagonosticta rufopicta), auch Kleiner Pünktchenamarant oder Pünktchenastrild genannt, ist eine afrikanische Art innerhalb der Familie der Prachtfinken. Es werden zwei Unterarten für diese Art unterschieden. In der Literatur wird er gelegentlich mit dem Braunbürzelamarant in eine Superspezies gestellt.

## Beschreibung
Der Pünktchenamarant erreicht eine Körperlänge von zehn Zentimetern und gehört damit zu den eher kleineren Prachtfinkenarten. Bei den Männchen sind die Kopfseiten, die Zügel sowie die Stirn rosarot. Der Oberkopf sowie der Nacken sind graubraun und der Rücken sowie die Flügel erdbraun. Die Oberschwanzdecken sind rot. Die rötliche Brust weist zahlreiche kleine halbmondförmige Flecken auf, wobei jeder einzelne Fleck fein dunkel gesäumt ist. Der Schnabel ist rot, wobei der First und die Mitte des Unterschnabels dunkelbraun ist. Das Weibchen ähnelt dem Männchen, ist aber an den roten Gefiederpartien blasser und matter. Die Jungvögel sind matt graubraun.
Typisch für den Pünktchenamaranten ist – wie für alle Amaranten –, dass sehr ausgeprägte Schwanzbewegungen alle Bewegungen und Rufe des Vogels begleiten. Charakteristisch für die Art ist jedoch, dass der Schwanz nur seitwärts geschlagen und bei Erregung zusätzlich etwas gefächert wird.

## Verbreitung und Lebensweise
Das Verbreitungsgebiet des Pünktchenamaranten erstreckt sich in einem breiten Band von den Savannengebieten Senegals und Gambias über Oberguinea und Kamerun bis in den Nordwesten von Uganda und dem Süden des Sudans. Das Verbreitungsgebiet der Nominatform Lagonosticta rufopicta rufopicta erstreckt sich dabei vom Senegal bis in den Nordosten der Demokratischen Republik Kongo. Das Verbreitungsgebiet der Unterart Lagonosticta rufopicta lateritia erstreckt sich vom Nordosten der Demokratischen Republik Kongo bis in den Südsudan, dem Westen Äthiopiens, Ugandas und Kenias.
Der Lebensraum des Pünktchenamaranten sind Savannen mit hohem Grasbestand und Gebüsch an Fluss- und Bachufern. Er hat sich auch menschlichen Siedlungsraum erschlossen und kommt in der Nähe von Farmen und Ortschaften vor und zeigt sich dabei sehr zutraulich. Seine Nahrung besteht überwiegend aus kleinen Samen mit einem Durchmesser von ein bis zwei Millimetern. Zu seiner bevorzugten Nahrung gehört die Fingerhirse.
Die Brutzeit variiert je nach Standort, fällt aber typischerweise in die zweite Hälfte der Regenzeit. Die Nester werden meist in geringer Höhe über dem Erdboden in Grasbüschel oder im Gebüsch gebaut. Das Gelege enthält vier weiße Eier, das von beiden Geschlechtern dreizehn bis vierzehn Tage bebrütet wird. Die Nestlingszeit beträgt siebzehn bis neunzehn Tage.
Der Brutparasit des Pünktchenamarants ist die Wilsonatlaswitwe (Vidua wilsoni).

## Haltung
Der Erstimport von Pünktchtenamaranten fand 1876 durch den Tierhändler Fockelmann statt. Später gelangten nur in größeren Abständen einzelne Vögel nach Deutschland. Pünktchenamarante zählen nach wie vor zu den selten gehaltenen Ziervogelarten. Da sie für die Nahrungsaufnahme freie Flächen bevorzugen, wo sie am Boden nach Sämereien suchen, sind geräumige Volieren die geeignetste Unterbringung für Pünktchenamaranten.

## Belege

### Einzelbelege
1. ↑   Nicolai et al., S. 151
2. ↑   Nicolai et al., S. 149
3. ↑   Nicolai et al., S. 148

## Weblink
- Lagonosticta rufopicta in der Roten Liste gefährdeter Arten der IUCN 2013.2. Eingestellt von: BirdLife International, 2012. Abgerufen am 5. Februar  2014.